# Вампирский блюз
«Вампирский блюз» (англ. Vampire Blues; иное название «Блюз вампира») — американский фильм ужасов 1999 года режиссёра Хесуса Франко. Фильм вышел сразу на видео. Производством фильма занималась собственная киностудия режиссёра One Shot Productions.

## Сюжет
Ракель Кросби приезжает из родного США в Испанию в качестве туристки с целью провести свой отпуск на местных солнечных пляжах. По непонятным причинам Ракель стала преследовать живущая неподалёку от её места отдыха местная вампирша-лесбиянка графиня Ирина фон Мурнау. Ракель решает воспользоваться помощью цыганки и избавиться от графини.

## В ролях
- Аналиа Иварс — Ирина фон Мурнау
- Лина Ромай — цыганка
- Рэйчел Шеппард — Ракель Кросби

## Дополнительные факты
- Фамилия графини-вампирши Ирины фон Мурнау является отсылкой к имени выдающегося немецкого кинорежиссёра Фридриха Вильгельма Мурнау, ставшего всемирно известным благодаря фильму Носферату. Симфония ужаса.